# Mautodontha parvidens
Mautodontha parvidens foi uma espécie de gastrópodes da família Charopidae.
Foi endémica da Polinésia Francesa.